# Periodo Azuchi-Momoyama

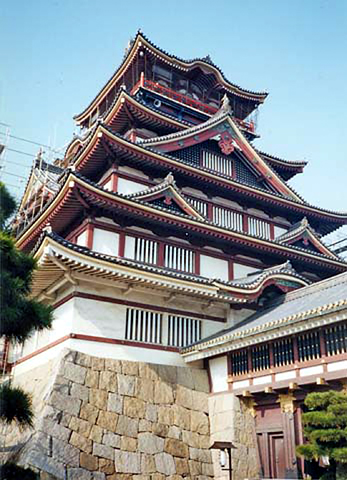
Torrione del Castello di Momoyama a Fushimi.

Il periodo Azuchi-Momoyama (安土桃山時代?, Azuchi Momoyama jidai) (1573–1603) è l'epoca dei tre unificatori del Regno del Giappone. Oda Nobunaga, Toyotomi Hideyoshi e Tokugawa Ieyasu in questo periodo con la forza militare trasformarono nuovamente il Giappone degli Stati combattenti (epoca Sengoku) (戦国時代?, Sengoku jidai) in uno stato unitario. Questo capitolo della storia giapponese prende il nome dalla fortezza di Azuchi di Oda Nobunaga e dal castello di Momoyama di Toyotomi Hideyoshi a Fushimi.
La fortezza di Azuchi mostrava chiaramente i cambiamenti nelle tecniche di difesa, poiché nella sua costruzione tenne conto della nascita delle armi da fuoco e dell'assedio mediante gli eserciti di massa. 
La città fortezza di Momoyama mostrava invece le caratteristiche della città che nasceva nel periodo Edo come centro commerciale e culturale. 
In questo periodo ricade anche l'epoca del commercio Nanban, nella quale ebbe luogo un intenso scambio tra il Giappone e altre nazioni, prima che il paese si chiudesse verso l'esterno.

## L'epoca di Oda Nobunaga
Oda Nobunaga, che iniziò la sua carriera come piccolo daimyō, si impose con le sue truppe e la superiorità delle armi da fuoco contro i daimyō dei dintorni e nel 1568 occupò Kyōto, dove sostituì uno shōgun degli Ashikaga (Yoshihide) con un altro, ben disposto verso di lui (Yoshiaki). Conquistò poi la regione di Kinki e ottenne un riscatto dalla città di Sakai, per riempire le sue casse di guerra.
Per prima cosa Oda Nobunaga avanzò contro i tre potenti monasteri di Kōfuku-ji, Enryakuji e Kōya-san, che disponevano di grandi proprietà terriere e di truppe private di mercenari e monaci armati. Nel 1571 fece dare alle fiamme Enryakuji. In conseguenza di ciò gli altri templi conclusero con lui un trattato di pace. L'influenza dei monasteri, che sussisteva a Kyōto dall'VIII secolo, era dunque spezzata. Nel 1573 invase di nuovo Kyōto, per deporre Yoshiaki. Questa volta abolì completamente lo shogunato.
Seguirono ulteriori battaglie, saccheggi e omicidi di massa. Tuttavia nel 1582 Oda Nobunaga è attaccato di sorpresa dal suo vassallo Akechi Mitsuhide e costretto al suicidio (secondo Inoue, in base ad altre fonti viene assassinato). Fino alla sua morte, Oda Nobunaga aveva posto il Giappone centrale sotto il suo controllo, ed eliminato tutti i rivali importanti. La conquista della periferia avvenne quindi ad opera del suo successore.

## L'epoca di Toyotomi Hideyoshi
Toyotomi Hideyoshi, figlio di contadini, subentrò nella posizione di Oda Nobunaga e proseguì con la spada il processo di unificazione. Impressionati dal suo esercito di 230.000 uomini, molti daimyō si sottomisero spontaneamente. Nel 1590 vi fu un'ultima guerra contro i discendenti degli Hōjō. Nell'arco di otto anni Toyotomi Hideyoshi aveva concluso l'unificazione del Giappone.
Grazie al talento di Toyotomi Hideyoshi nell'accomodare gli interessi dei daimyō a poco a poco la struttura amministrativa si stabilizzò. Vi furono nuovamente misurazioni terriere, fu stabilita la proprietà delle terre e furono riscosse nuove imposte e tasse. Ciononostante non vi fu pace. Toyotomi dovette agire con la forza contro le insurrezioni contadine. Separò più rigidamente i contadini e i soldati di fanteria e costrinse i contadini a rimanere nei loro villaggi. Il ceto più elevato dei militari, i samurai, ricevettero nuovi compiti. Essi dovevano provvedere alla riconciliazione del paese e alla pace. Il commercio con il Portogallo esisteva ancora e così nel paese arrivavano sempre più missionari cristiani. Le loro conversioni avevano particolarmente successo presso i contadini, che non possedevano nulla. I missionari cristiani ad esempio offrivano un'assistenza medica gratuita. Nel 1582 vi erano 150.000 cristiani e 200 chiese. I potenti del paese tuttavia vedevano il tutto con preoccupazione e tentarono di bandire il cristianesimo, giacché nel sud del paese disordini con motivazioni religiose ad opera di convertiti cristiani radicali destabilizzavano la regione. Questa diffidenza nei confronti dei cristiani fu rafforzata dalle notizie, sempre più insistenti, provenienti dall'Asia continentale circa le mire espansionistiche degli occidentali nel continente. In tal modo, si ribalta l'atteggiamento fino ad allora positivo dei Giapponesi nei confronti degli Europei, che subiscono addirittura persecuzioni ed esecuzioni di massa. 
(Fosco Maraini)
L'ambizione di Toyotomi Hideyoshi non si fermò davanti ai confini del Giappone: intenzionato a conquistare la Cina della Dinastia Ming, nel 1592 inviò un'armata di 200.000 uomini in Corea, all'epoca un fiorente regno alleato della Cina. La campagna militare tuttavia fu fermata ancor prima del confine coreano-cinese. Dopo un'iniziale serie di successi contro i Coreani, che le portò a conquistare Seul e Pyongyang, infatti, le truppe giapponesi incontrarono una sempre maggiore resistenza sulla terraferma e, soprattutto, in mare dove, grazie all'invenzione delle famose "navi tartaruga", i Coreani distrussero infine la flotta del nemico tagliando definitivamente le sue linee di rifornimento. Ciononostante il conflitto riprese nel 1597 e durò con alterne vicende fino alla morte di Hideyoshi, avvenuta nel 1598. Un'opinione comune afferma che Hideyoshi non credette mai seriamente in una vittoria, bensì che avesse mandato via a morire i molti soldati del periodo Sengoku per eliminare una potenziale fonte di ribellione. In ogni caso, nel 1598 Hideyoshi morì e i suoi generali interruppero la campagna militare. I piani di Hideyoshi, di insediare una dinastia con i suoi figli ancora minorenni, fallirono.

## L'epoca di Tokugawa Ieyasu
Tokugawa Ieyasu, uno dei generali di Hideyoshi, prese su di sé la successione. Nella battaglia di Sekigahara nel 1600 si impose contro i suoi rivali alleati tra loro e pose così la prima pietra per l'egemonia della casata dei Tokugawa, che sarebbe durata fino alla restaurazione Meiji.
Ieyasu rifiutò il titolo di shōgun per sé e lo passò a suo figlio, attraverso il quale egli governò indirettamente. Durante la sua reggenza pose le basi per la pace interna ed esterna, nella quale riuscì a bilanciare mediante un accorto sistema i poteri esistenti in Giappone.